# Tim in Tibet
Tim in Tibet (französischer Originaltitel: Tintin au Tibet) ist ein Comicalbum aus der Reihe Tim und Struppi des belgischen Autoren Hergé, das 1959 erschien.

## Handlung
Tim und seine beiden Freunde Kapitän Haddock und Professor Bienlein verbringen ihren Urlaub in den Alpen, als Tim ein Brief seines alten chinesischen Freundes Tschang erreicht, in dem dieser seinen Besuch ankündigt. Kurze Zeit später erfährt Tim jedoch aus der Zeitung, dass das Flugzeug, in dem Tschang anreisen wollte, im Himalaya abgestürzt ist und es keine Überlebenden gab. Tschang erscheint in Tims Träumen und Tim beschließt, in den Himalaya zu reisen, um Tschang zu retten. Nach anfänglichem Zögern begleitet ihn Kapitän Haddock.
Zusammen mit dem Sherpa-Bergführer Tharkey erreichen sie nach langem Fußweg die Absturzstelle der DC-3, können Tschang aber dort nicht finden. Als Tim sich allein im Schnee verirrt und eine Eishöhle als Schutz vor einem Schneesturm aufsucht, findet er dort den in Stein geritzten Namen „Tschang“ vor. Kurze Zeit später findet Tim in einer Felswand einen Schal, von dem er glaubt, dass er Tschang gehört. Tschang selbst bleibt aber unauffindbar. Zusammen mit Kapitän Haddock und Tharkey macht Tim sich wieder auf den Rückweg. Die Drei werden von einer Lawine erfasst und im Anschluss von tibetanischen Mönchen gesund gepflegt. Auch einem der Mönche erscheint Tschang, und er erklärt Tim in einer Art Trance, dass Tschang vom Yeti gefangen gehalten wird.
In der Nähe des Klosters können Kapitän Haddock und Tim die Höhle ausfindig machen, in der der Yeti lebt. Als der Yeti die Höhle verlässt, schleicht Tim sich in die Höhle hinein und entdeckt dort den gesundheitlich schwer angeschlagenen Tschang. Beim Verlassen der Höhle werden sie vom Yeti überrascht; dieser wird allerdings durch Tims Kamerablitz in die Flucht geschlagen, als er zufällig Tims Kamera berührt. Tschang erzählt, dass er nach dem Absturz des Flugzeuges der einzige Überlebende war und er vom Yeti gerettet und ernährt wurde.
Tim und Kapitän Haddock tragen Tschang ins Tal, wo sie von den tibetanischen Mönchen empfangen werden, diese pflegen auch Tschang gesund und einige Tage später brechen die Freunde mit einer Karawane auf nach Nepal und somit zurück nach Hause.

## Hintergrund
Die Geschichte Tim in Tibet ist in vielerlei Hinsicht ein besonderes Album aus der Reihe Tim und Struppi. Der Autor Hergé war – bevor er mit den Arbeiten an der Geschichte begann – psychisch schwer angeschlagen. Er erzählte später, dass er in jener Zeit massiv unter Albträumen litt, in denen immer wieder große weiße Flächen auftauchten. Er begab sich in Behandlung bei einem Psychoanalytiker, der ihm von der Weiterarbeit an Tim und Struppi abriet. Hergé entschied sich dagegen und beschloss, seine psychischen Probleme in der Geschichte Tim in Tibet aufzuarbeiten. Gleichzeitig ging zu dieser Zeit Hergés Ehe in die Brüche; und er ging eine neue Beziehung mit einer erheblich jüngeren Mitarbeiterin ein (Fanny Vlamynck).
Im Gegensatz zu den meisten anderen Geschichten aus der Reihe Tim und Struppi gibt es in Tim in Tibet keinen Bösewicht. Selbst der Yeti wird nicht als böse, sondern eher als bemitleidenswert charakterisiert. Auch tauchen in der Geschichte keine der regelmäßigen Wegbegleiter Tims auf, wie z. B. die Figuren Schulze und Schultze oder Bianca Castafiore. Vielmehr konzentriert sich die Geschichte auf die enge Freundschaft zwischen den Protagonisten Tim und Kapitän Haddock, zwischen Tim und Tschang und auch zwischen Tschang und dem Yeti. Eine weitere neue Leidenschaft Hergés fand Einfluss in die Geschichte: Der Mystizismus des tibetanischen Buddhismus als auch übersinnliche Wahrnehmungen – letztere werden mehrfach in Tim in Tibet dargestellt.
Eine weitere Besonderheit von Tim in Tibet ist die Charakterisierung von Tim. Während Tim in allen anderen seiner Abenteuer teilweise haarsträubende Erlebnisse hat, begegnet er diesen stets mit einer reglosen Gelassenheit. In Tim in Tibet dagegen erlebt Tim mehrere Gefühlsausbrüche. Schon zu Beginn der Geschichte weint Tim um den vermeintlichen Tod seines Freundes Tschang. Zhang Chongren, das reale Vorbild von Tschang Tschong-jen, und Hergé verloren sich bis 1975 aus den Augen, erst 1981 kam es wieder zu einem gemeinsamen Treffen.
Bernard Heuvelmans wurde ebenso wie Maurice Herzog zum Yeti befragt. Eine weitere Quelle waren die Werke von Alexandra David-Neel u. a. wurde das Lager der Sherpa, „Trampa“, die Nahrung der Sherpa (Gerstenmehl mit Tee und Butter), die verzierten Kopfbedeckungen der Mönche, das Seidentuch als Geschenk und der Brauch, zur Begrüßung die Zunge herauszustrecken, übernommen.
Der Beginn der Geschichte findet in Vargese in Obersavoyen statt. In kurzen Szenen tauchen der Qutb Minar und das Rote Fort auf. Diese ganzen Details bezeugen abermals die Präzision mit der Herge arbeitete. Der Preis dafür war, dass seine abgestürzte Maschine der DC-3 umbenannt werden musste, da die Fluggesellschaft damit nicht in Verbindung gebracht werden wollte.

## Veröffentlichungen
Die Geschichte erschien von September 1958 bis November 1959 in 63 Fortsetzungen im Magazin Tintin und anschließend als koloriertes 64-seitiges Album. In deutscher Sprache erschien die Geschichte 1963 in der Buchreihe Tim, der pfiffige Reporter des Casterman-Verlags. Ebenfalls 1963 veröffentlichte das Hamburger Abendblatt auf der Kinderseite Folgen der Geschichte, 1964 folgte die Berliner Morgenpost mit handgelettertem Zweifarbdruck. Die Albenausgabe des Carlsen Verlags erschien 1967.
Im Rahmen der 39-teiligen Fernsehserie Les Aventures de Tintin aus dem Jahr 1991 erschien auch „Tim in Tibet“ als sechste Episode, aufgeteilt in zwei Folgen (die Folgen Der geheimnisvolle Stern, Der Schatz Rackhams des Roten und Tim in Amerika sind Einzelfolgen, alle anderen Folgen waren Zweiteiler). Der Film ist enthalten auf der DVD „Tim und Struppi Nr. 3“, Universum Film 82876 65976 9.
Die Hergé-Stiftung, die den Nachlass und die Rechte an den Comics verwaltet, verhinderte 2001, dass der Band Tim in Tibet in China unter dem Titel Tim und Struppi im chinesischen Tibet erscheint. Von der International Campaign for Tibet (ITC) wurde der Hergé-Stiftung deswegen im Mai 2006 der Light of Truth Award durch den Dalai Lama verliehen.
In Zusammenarbeit mit der Hergé-Stiftung hat die International Campaign for Tibet für 2009 eine Kalender-Sonderedition Tintin on the Roof of the World mit Motiven aus dem Tim-in-Tibet-Comic herausgegeben.